# Pedro Quiñónez
Pedro Ángel Quiñónez Rodríguez (Esmeraldas, 4 marzo 1986) è un ex calciatore ecuadoriano, di ruolo centrocampista.